# الحرب السيبرانية الروسية الأوكرانية

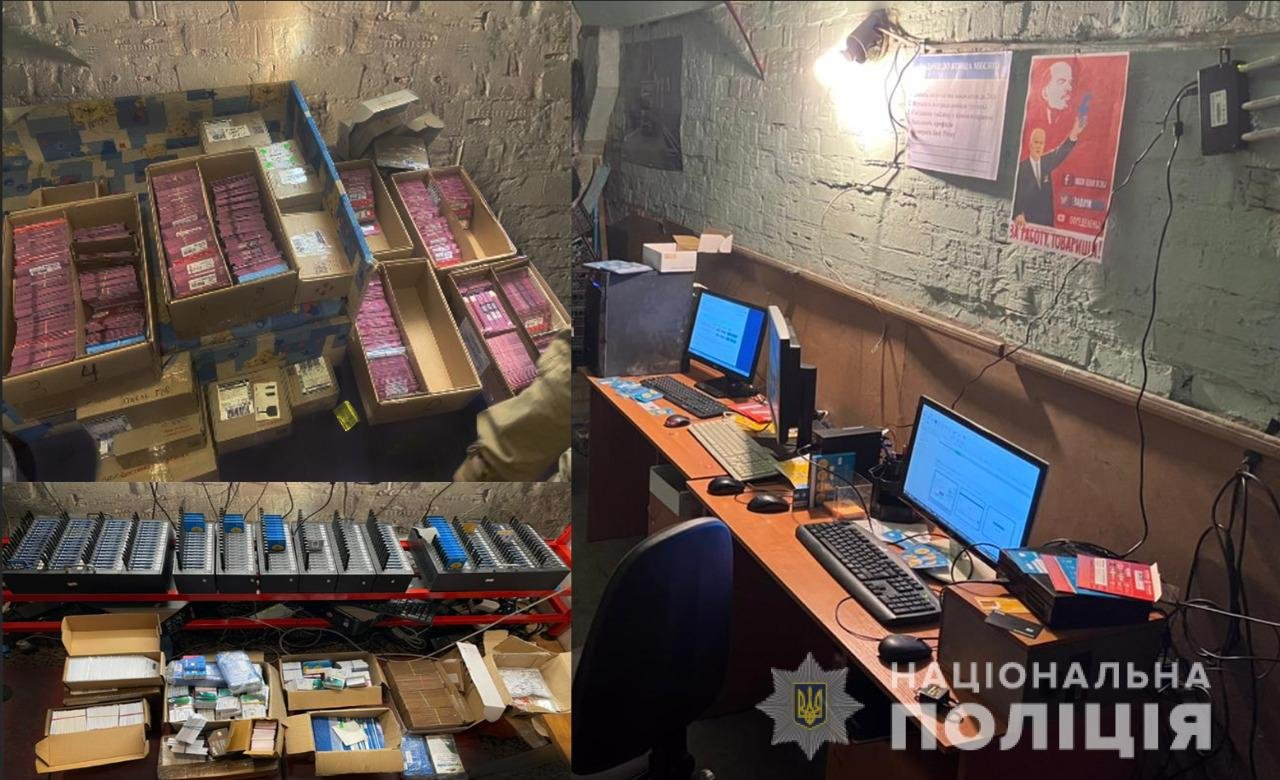
صورة تعبر عن الحرب الإلكترونية بين روسيا وأوكرانيا

الحرب السيبرانيّة الروسيّة الأوكرانيّة وتُعرَف أيضًا باسمِ الحربِ الإلكترونيّة الروسيّة الأوكرانيّة هي أحد مُكوِّنات المواجهة بين روسيا وأوكرانيا منذ انهيار الاتحاد السوفيتي في عام 1991. في حين سُجِّلَت أولى الهجمات السيبرانيّة على أنظمة المعلومات الخاصة بالشركات ومؤسسات الدولة في أوكرانيا خلال الاحتجاجات الجماهيريّة في عام 2013، فقد كان السلاح الإلكتروني الروسي تورلا موجودًا ويُستعَمل على فتراتٍ متفرّقة منذ عام 2005. تصاعدت الحرب السيبرانيّة الروسية مع اختراق شبكة الكهرباء الأوكرانية عام 2015 ومرة أخرى عام 2016، والهجوم على مواقع حكوميّة أوكرانيا في كانون الأول/ديسمبر 2016، فضلًا عن الهجمات الروسيّة القويّة في حزيران/يونيو 2017، والهجمات على مواقع الحكومة الأوكرانية في كانون الثاني/يناير 2022.

## التاريخ
الحرب السيبرانيّة الروسية الأوكرانية هي أحد مُكوِّنَات المواجهة بين روسيا وأوكرانيا منذ انهيار الاتحاد السوفيتي في عام 1991. بدأت روسيا في تطويرِ برمجيّاتها الخبيثة وطُرق هجومها منذ عام 2005. سُجِّلَت الهجمات الأولى على أنظمة المعلومات للمؤسسات الخاصة ومؤسسات الدولة في أوكرانيا خلال الاحتجاجات الجماهيرية في عام 2013. بدأت خلال تلك السّنة ما عُرفت إعلاميًا باسمِ «عمليّة هرمجدون» وهي حملة روسية للتجسِّس السيبراني المنهجي على أنظمة المعلومات للوكالات الحكوميّة ووكالات إنفاذ القانون ووكالات الدفاع الأوكرانيّة، والتي يُعتقد أنها تُساعد روسيا في ساحة المعركة. تأثَّرت بعض أنظمة المعلومات للوكالات الحكومية الأوكرانية بين عامي 2013 و2014 بفيروس كمبيوتر عُرف بعددٍ من الأسماء بينها سنايك (Snake) ويوروبورس (Uroborus) وتورلا (Turla). في الفترة الممتدة من شباط/فبراير إلى آذار/مارس 2014، أي عندما دخلت القوات الروسية جزيرة القرم، تعرَّضت مكاتب ومراكز الاتصالات الأوكرانيّة في الجزيرة للهجوم وتمَّ العبث بكابلات الألياف البصريّة، مما أدى إلى قطع الاتصال بين شبه الجزيرة والبر الرئيسي لأوكرانيا. أُغلقت مواقع الحكومة الأوكرانية ومواقع وقنوات وسائل الإعلام التابعة لها في الجزيرة كما عُطِّل الوصول لبعضِ مواقع التواصل الاجتماعي بعدما جرى استهدافها من خلالِ هجمات الحرمان من الخدمة، في حين تم اختراق أو التشويش على الهواتف المحمولة للعديد من البرلمانيين الأوكرانيين. يقولُ الخبراء الأوكرانيون أنَّ عمليات القرصنة والتشويش تلك التي زامنت احتلال روسيا للقرم كانت بداية الحرب السيبرانيّة الحقيقيّة بين كييف وموسكو. بدأت شركات الأمن السيبراني في تسجيلِ زيادةٍ في عدد الهجمات الإلكترونية على أنظمة المعلومات في أوكرانيا، أمَّا ضحايا الهجمات الإلكترونية الروسية فهم الوكالات الحكومية في أوكرانيا، والاتحاد الأوروبي، والولايات المتحدة، ووكالات الدفاع والمنظمات السياسية، ومراكز الفكر، ووسائل الإعلام، وحتّى المعارضين. سمَّى الباحثون الأمنيون اعتبارًا من عام 2015 مجموعَتين من المتسللين الروس الذين نشطوا في الحرب السيبرانيّة الروسية الأوكرانية: تُعرَف المجموعة الأولى باسمِ APT29، في حين تُعرَف المجموعة الثانيّة باسمِ APT28.

## الهجمات

### الهجمات السيبرانيّة الروسية
هذه قائمةٌ بأبرز وأشهر الهجمات السيبرانيّة الروسية على أوكرانيا. بعضٌ من الهجمات عُرفت بأسماء شخوص أو أسماء الثغرات التي استُغلَّت عند تنفيذها:
- عملية هرمجدون عام 2013.[5]
- عملية سنايك في شباط/فبراير عام 2014.[6][7][8]
- الهجمات على النظام الآلي الانتخابي الأوكراني في حزيران/يونيو 2014.[9]
- اختراق شبكة الكهرباء في أوكرانيا في كانون الأول/ديسمبر 2015. حصلت الهجمات باستخدام فيروس حصان طروادة بلاك إنيرجي (بالإنجليزية: BlackEnergy)‏ على شركات الطاقة في أوكرانيا التي تُوفّر الطاقة لمناطق كييف وإيفانو فرانكيفسك وتشرنيفتسي.[10][11] كان هذا أول هجوم إلكتروني ناجح على شبكة الكهرباء.[10]
- الاختراق الثاني لشبكة الكهرباء في أوكرانيا في كانون الأول/ديسمبر 2016.[12][13]
- الهجمات السيبرانيّة على مواقع حكوميّة في أوكرانيا في كانون الأول/ديسمبر 2016.[14][15]
- الهجمات السيبرانيّة عام 2017 وهي هجمات قويّة استهدفت عشرات المواقع الإلكترونيّة في أوكرانيا، تلاها هجومٌ آخرٌ مرتبطٌ بها في حزيران/يونيو 2017 باستخدامِ فيروس بيتيا.[16] وفقًا للإدارة الرئاسية الأمريكية، فقد كان هذا الهجوم هو أكبر هجومٍ سيبراني معروف تشنُّه موسكو على كييف.[17]
- الهجمات الإلكترونيّة على أوكرانيا عام 2022 وهي هجماتٌ سيبرانيّةٌ استهدفت مواقع الحكومة الأوكرانية في كانون الثاني/يناير 2022 وذلك بعد يومٍ واحدٍ من فشل المفاوضات الأمريكية الروسية بشأن مستقبل أوكرانيا في الناتو.[18][19]
- أدَّت الهجمات السيبرانيّة الروسية في شباط/فبراير 2022، بعد غزو القوات الروسية للمناطق الشرقية من أوكرانيا، إلى إسقاطِ العديد من المواقع الحكومية والمصرفية الأوكرانية الرئيسية. نسَبَت المخابرات الأمريكية الهجمات إلى مهاجمين روس، رغمَ أنَّ الحكومة الروسية نفَت تورّطها.[20]

### الهجمات السيبرانيّة الأوكرانية
هذه قائمةٌ بأبرز وأشهر الهجمات السيبرانيّة التي نفذتها أوكرانيا على روسيا:
- عمليّة بريكورمكا (جراوندبيت) في أيّار/مايو 2016.[21][22]
- هجوم التاسع من أيّار/مايو 2016 وهو هجومٌ ناجحٌ اخترقت فيهِ مجموعات سيبرانيّة أوكرانيّة عددًا من مواقع الجماعات الانفصاليّة في ما يُعرف باسمِ جمهورية دونيتسك الشعبية، وكذلك مواقع روسية للدعاية المناهضة لأوكرانيا وموارد شركات عسكرية روسية خاصّة.[23][24][25][26][27]
- الاختراق الأوكراني للقناة الأولى الروسيّة في حزيران/يونيو 2016، حيثُ نجحت مجموعات قرصنة أوكرانيّة هم فالكونزفلام (بالإنجليزية: FalconsFlame)‏ وترينيتي (بالإنجليزية: Trinity)‏ وروخ 8 (بالإنجليزية: Rukh8)‏ في اختراق خادم الشركة الخاص بالقناة الأولى الروسيّة.[28][29]
- تسريبات سوركوف (بالإنجليزية: The Surkov Leaks)‏ التي حصلت في تشرين الأول/أكتوبر 2016 حينما سرَّبت مجموعة قرصنة أوكرانيّة ما مجموعهُ 2337 رسالة بريدٍ إلكتروني ومئات المرفقات الروسيّة، والتي تكشفُ عن خطط للاستيلاءِ على شبه جزيرة القرم بالكامل من أوكرانيا وإثارة الاضطرابات الانفصالية في دونباس (التسريبات حصلت عام 2016 لكنَّ تاريخ الوثائق يعود للفترة ما بين أيلول/سبتمبر 2013 وكانون الأول/ديسمبر 2014).[30]
- إنشاء الجيش السيبراني الأوكراني على يدِ ميخايلو فيدوروف، النائب الأول لرئيس الوزراء ووزير التحوّل الرقمي، في 25 شباط/فبراير 2022 وذلك تزامنًا مع الغزو الروسي لأوكرانيا. الهدف الأساسي لهذا الجيش السيبراني بحسبِ ميخايلو هو المساهمة وبقوّة في الحرب السيبرانيّة ضد روسيا. طلب فيدوروف المساعدة من خبراء التقنيّة من مختلف بقاعِ العالم، ثمّ نشرَ على حسابٍ رسمي في تيليجرام قائمةً ضمَّت 31 موقعًا إلكترونيًا لمنظمات الأعمال والدولة الروسية من أجلِ استهدافها.[31]